# Jon Nödtveidt
Jon Andreas Nödtveidt (Strömstad; 28 de junio de 1975 – Hässelby, Estocolmo; 13 de agosto de 2006) fue el vocalista, compositor y guitarrista de la banda sueca de blackened death metal Dissection. Con la banda, lanzó los influyentes álbumes de metal extremo The Somberlain (1993) y Storm of the Light's Bane (1995). Nödtveidt está considerado uno de los músicos más importantes del Death Metal y el Black Metal sueco junto a los miembros de la banda Dark Funeral (con quienes también llegó a colaborar en pequeñas ocasiones) y otras bandas como Arckanum, Marduk.
Tras haber formado parte de bandas como Siren's Yell o Rabbit's Carrot, Nödveidt fundó Dissection en 1989. En 1997 fue encarcelado por el asesinato de un argelino y puesto en libertad en 2004. Tras salir de prisión en 2004, reanudó su trabajo con Dissection y lanzó el álbum Reinkaos (2006). También apareció como comentarista en Metal Zone, donde fue el encargado de seguir la huella a la creciente escena black metal, y fue miembro de la MLO (Orden Luciferiana Misántropa). Su hermano Emil, conocido como Nightmare Industries fue bajista de Dissection y en la actualidad es el guitarrista de Deathstars.

## Trayectoria
Al comienzo de su carrera musical, Nödtveidt formó parte de la banda de heavy metal Thunder junto a su hermano menor Emil, y de las bandas de thrash metal Siren's Yell y Rabbit's Carrot. En 1989, formó la banda de metal extremo Dissection junto al bajista Peter Palmdahl. Tras el lanzamiento de la maqueta The Grief Prophecy y el EP Into Infinite Obscurity en 1991, la banda lanzó su álbum debut, The Somberlain, en 1993.
En 1994, Nödtveidt se unió a Nifelheim como guitarrista de sesión y lanzó los álbumes The Priest of Satan y A Journey in Darkness con las bandas de black metal The Black y Ophthalamia, respectivamente. Durante el verano de 1995, se unió a la recién formada organización satánica Misanthropic Luciferian Order (MLO).  Ese mismo año, Dissection lanzó su segundo álbum de estudio, Storm of the Light's Bane. En 1996, Nödtveidt formó la banda de dark ambient De Infernali y lanzó el álbum Symphonia De Infernal al año siguiente.
En julio de 1998, Nödtveidt fue declarado culpable de complicidad en el asesinato de Josef ben Meddour en 1997.  Tras salir de prisión en 2004, reinició Dissection y emprendió la gira Rebirth of Dissection.  En 2006, la banda lanzó su tercer álbum de estudio, Reinkaos . En mayo de ese año, Nödtveidt anunció su separación tras una breve gira de presentación de su nuevo álbum.  Dissection ofreció su último concierto el 24 de junio de 2006 en Estocolmo, durante el solsticio de verano.

## Muerte
El 16 de agosto de 2006, fue encontrado muerto en su departamento en Hässelby, (Estocolmo), por una aparente autoinflingida herida de escopeta. Nödtveidt se encontraba dentro de un círculo de velas en un gesto satánico y con un grimorio satánico abierto. Erróneamente se creyó que era La Biblia Satánica de Anton LaVey, pero el guitarrista Set Teitan lo desmintió, mencionando que no era "una biblia atea, humanista y adoradora del ego".  Poco antes del suicidio ritual, había enviado cartas de despedida a su padre y a su novia.

Respecto a sus opiniones sobre el suicidio, Nödtveidt dijo:
El satanista decide sobre su propia vida y muerte, y prefiere marcharse con una sonrisa en los labios cuando ha alcanzado la cima de su vida, cuando lo ha logrado todo, y aspira a trascender esta existencia terrenal. Pero es completamente antisatánico terminar con la propia vida por tristeza o desdicha. El satanista muere con fuerza, no por la edad, la enfermedad o la depresión, ¡y prefiere la muerte antes que la deshonra! ¡La muerte es el orgasmo de la vida! ¡Así que vive la vida en consecuencia, con la mayor intensidad posible! 

## Discografía

### ConDissection
Álbumes de estudio
- The Somberlain (1993)
- Storm of the Light's Bane (1995)
- Reinkaos (2006)

Recopilatorios
- The Past Is Alive (The Early Mischief) (1997)
- I Am the Great Shadow (2021)

En directo
- Live Legacy (2003)
- Live in Stockholm 2004 (2009)
- Live Rebirth (2010)

EPs
- Into Infinite Obscurity (1991)
- Where Dead Angels Lie (1996)
- Maha Kali (2004)

Video albums
- Rebirth of Dissection (2006)

### Con The Black
- The Priest of Satan (1994)

### Con Ophthalamia
- A Journey in Darkness (1994)

### Con De Infernali
- Symphonia De Infernali (1997)

### ConNifelheim
- Nifelheim (1995)
- Devil's Force (1998)

### Otras apariciones
- Necrophobic – Darkside (1997) (voz en "Nailing the Holy One")
- Diabolicum – The Dark Blood Rising (The Hatecrowned Retaliation) (2001) (letra de "Sound the Horns of Reprisal")